# Kesgrave
Kesgrave liegt in der Grafschaft Suffolk im District East Suffolk und trägt den Titel einer Town. Kesgrave hat etwa 14.200 Einwohner (Stand: 2011).

## Geographie
Kesgrave liegt wenige Kilometer östlich von Ipswich. Im Sinks Valley befindet sich ein bedeutsames Biotop.

## Geschichte
Im Domesday Book von 1086 wurde der Ort als Gressgrava erwähnt.
Bis in das 20. Jahrhundert hinein war Kesgrave ein landwirtschaftlich geprägtes Dorf. Heute ist es eine Vorstadt von Ipswich.

## Söhne und Töchter der Stadt
- Lawrence Ward (* 1968), ehemaliger Searjant-at-Arms des britischen Unterhauses

## Sehenswürdigkeiten
- Allerheiligenkirche (All Saints’ Church) in Kesgrave
- Kesgrave Hall, früheres Herrenhaus, ehemalige Schule, heute Hotel, mit Park